# Alec Ross
Pour les articles homonymes, voir Ross.
Alexander Ross, généralement connu sous le nom d'Alec Ross et parfois d'Alex, né le 15 septembre 1879, décédé le  25 juin 1952, était un golfeur écossais. Natif de Dornoch, il a appris le golf au Royaume-Uni mais comme beaucoup de golfeurs professionnels britanniques, il a passé de nombreuses comme employé dans un club de golf aux États-Unis. Alors qu'il était employé au Brae Burn Country Club près de Boston, il a remporté l'US Open au golf de St. Martin du Philadelphia Cricket Club. Il a participé à l'US Open 17 fois au cours de sa carrière et a fini 5 fois dans les 10 meilleurs joueurs.
Son frère Donald a aussi déménagé aux États-Unis et fut l'un des créateurs de parcours de golf les plus acclamés.